# Unterhaus, Šentpavel v Labotski dolini
Unterhaus je naselje v Občini Šentpavel v Labotski dolini v Okraju Volšperk na Koroškem v Avstriji.